# Тарантул
Тарантул (Lycosa) — рід великих (до 4 см) павуків родини павуків-вовків, Lycosidae. Через свої великі розміри та токсичну отруту деякі види можуть бути небезпечними для людини. Вагомий внесок у вивчення поширення й біології тарантула зробив П. І. Мариковський.

## Назви
Слово тарантул запозичене з середньолатинської мови, де tarantula походить від італ. tarantola, утвореного від топоніма Taranto — міста, в околицях якого особливо поширений цей павук (звідси також назва танцю «тарантела», від назви павука походить і слово «таран»).
Окрім наукової назви тарантул, в українській мові є ще дві народні: павук волоський та мизги́р, — які зазвичай використовуються на позначення тарантула південноруського. Також існує застаріла форма тара́нтля.

## Будова
Великих або середніх розмірів павук, довжиною до 35 мм, брунатного кольору, густо вкритий волосками.

## Спосіб життя

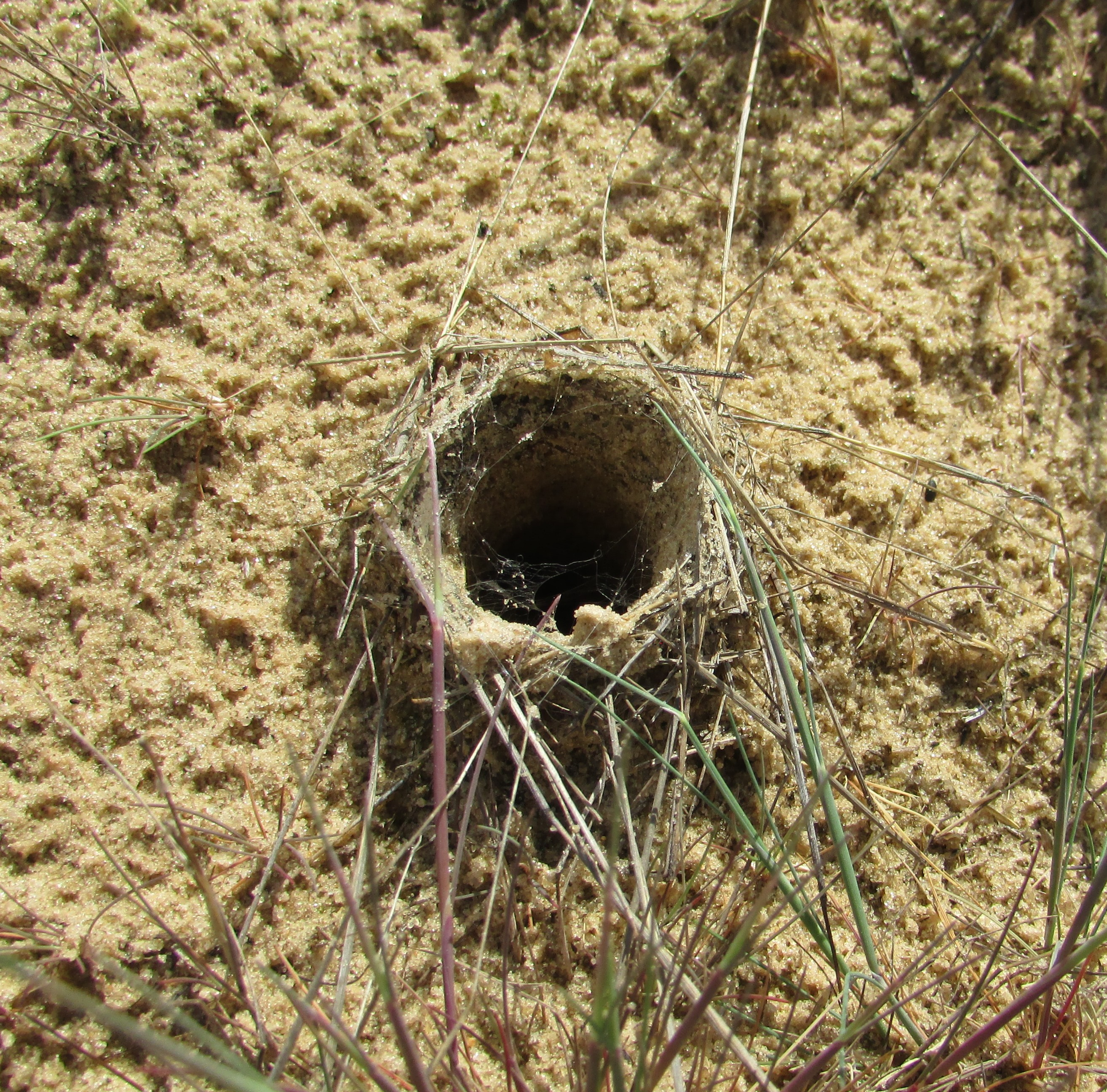
Вхід до нори південноруського тарантула.(Національний природний парк «Олешківські піски»)

Селяться в норах. Ловильних сіток не будують, підстерігають здобич із засідки. Самка восени відкладає від 100 до 400 яєць, із яких навесні виходять молоді павуки. Молодь певний період часу знаходиться в тілі самки. У цей час самка найбільш агресивна.

## Отрута
До складу отрути входять токсальбуміни і ферменти (гіалуронідаза, протеази, кініназа та ін.). Викликає підвищення судинної проникності і порушення кальцієвого балансу, що призводить до крововиливів, некрозу у місцях укусу і у внутрішніх органах. Під час укусу відчувається сильний біль, згодом почервоніння шкіри і набряк. Біль зберігається впродовж доби. У місці укусу можна побачити дві плями, що знаходяться одна від одної на відстані 3-15мм (сліди хеліцер). Якщо здобич більша за самого павука, то павук розвертається до неї черевцем і струшує волоски в очі жертві, а потім робить укус [джерело?].

## Перша допомога при укусі
Холод на місце укусу, пити багато води. У тяжких випадках — протикаракуртова сироватка.

## Профілактика укусів
Для привалу і нічлігу в польових умовах вибирають рівні майданчики без каменів, тріщин ґрунту, пучків сухої трави. Вхід у намет щільно закривають. Одяг, взуття оглядають перед використанням. У приміщеннях на вікнах встановлюють сітки, знищують павукоподібних за допомогою інсектицидів.

## Перелік видів
В Україні відомі 2 види: тарантул південноруський і Lycosa praegrandis.
- Lycosa abnormis Guy, 1966 — Північна Африка
- Lycosa accurata (Becker, 1886) — Мексика
- Lycosa adusta Banks, 1898 — Мексика
- Lycosa affinis Lucas, 1846 — Алжир
- Lycosa ambigua Barrientos, 2004 — Іспанія
- Lycosa anclata Franganillo, 1946 — Куба
- Lycosa apacha Chamberlin, 1925 — США
- Lycosa approximata (O. P.-Cambridge, 1885) — Китай
- Lycosa aragogi Nadolny & Zamani, 2017 — Іран
- Lycosa arambagensis Biswas & Biswas, 1992 — Індія
- Lycosa arapensis (Strand, 1908) — Перу
- Lycosa ariadnae McKay, 1979 — Західна Австралія
- Lycosa articulata Costa, 1875 — Ізраїль
- Lycosa artigasi Casanueva, 1980 — Чилі
- Lycosa asiatica Sytshevskaja, 1980 — Таджикистан
- Lycosa aurea Hogg, 1896 — Центральна Австралія
- Lycosa auroguttata (Keyserling, 1891) — Бразилія
- Lycosa australicola (Strand, 1913) — Західна Австралія, Північні Території
- Lycosa australis Simon, 1884 — Чилі
- Lycosa balaramai Patel & Reddy, 1993 — Індія
- Lycosa barnesi Gravely, 1924 — Індія
- Lycosa bedeli Simon, 1876 — Північна Африка
- Lycosa beihaiensis Yin, Bao & Zhang, 1995 — Китай
- Lycosa bezzii Mello-Leitão, 1944 — Аргентина
- Lycosa bhatnagari Sadana, 1969 — Індія
- Lycosa bicolor Hogg, 1905 — Західна Австралія, Південна Австралія, Північні Території
- Lycosa biolleyi Banks, 1909 — Коста-Рика
- Lycosa bistriata Gravely, 1924 — Індія, Бутан
- Lycosa boninensis Tanaka, 1989 — Тайвань, Японія
- Lycosa bonneti Guy & Carricaburu, 1967 — Алжир
- Lycosa brunnea F. O. P.-Cambridge, 1902 — Коста-Рика, Гватемала, Мексика
- Lycosa caenosa Rainbow, 1899 — Нова Каледонія, Нові Гібриди
- Lycosa canescens Schenkel, 1963 — Китай
- Lycosa capensis Simon, 1898 — Південна Африка
- Lycosa carbonelli Costa & Capocasale, 1984 — Уругвай
- Lycosa carmichaeli Gravely, 1924 — Індія
- Lycosa castanea Hogg, 1905 — Південна Австралія
- Lycosa cerrofloresiana Petrunkevitch, 1925 — від Ель-Сальвадору до Панами
- Lycosa chaperi Simon, 1885 — Індія, Пакистан
- Lycosa choudhuryi Tikader & Malhotra, 1980 — Індія, Китай
- Lycosa cingara (C. L. Koch, 1847) — Єгипет
- Lycosa clarissa Roewer, 1951 — Іспанія
- Lycosa coelestis L. Koch, 1878 — Китай, Корея, Японія
- Lycosa connexa Roewer, 1960 — Південна Африка
- Lycosa contestata Montgomery, 1903 — США
- Lycosa corallina McKay, 1974 — Австралія
- Lycosa coreana Paik, 1994 — Корея
- Lycosa cowlei Hogg, 1896 — Центральна Австралія
- Lycosa cretacea Simon, 1898 — Північна Америка
- Lycosa dacica (Pavesi, 1898) — Румунія
- Lycosa danjiangensis Yin, Zhao & Bao, 1997 — Китай
- Lycosa dilatata F. O. P.-Cambridge, 1902 — від Мексики до Ель-Сальвадору
- Lycosa dimota Simon, 1909 — Західна Австралія
- Lycosa discolor Walckenaer, 1837 — США
- Lycosa duracki McKay, 1975 — Західна Австралія
- Lycosa elysae Tongiorgi, 1977 — острів Святої Олени
- Lycosa emuncta Banks, 1898 — Мексика
- Lycosa erjianensis Yin & Zhao, 1996 — Китай
- Lycosa errans Hogg, 1905 — Південна Австралія
- Lycosa erythrognatha Lucas, 1836 — Бразилія, Уругвай, Парагвай, Аргентина
- Lycosa eutypa Chamberlin, 1925 — Панама
- Lycosa exigua (Roewer, 1960) — Намібія
- Lycosa falconensis Schenkel, 1953 — Венесуела
- Lycosa fernandezi (F. O. P.-Cambridge, 1899) — острови Хуана Фернандеса
- Lycosa ferriculosa Chamberlin, 1919 — США
- Lycosa formosana Saito, 1936 — Тайвань
- Lycosa forresti McKay, 1973 — Західна Австралія
- Lycosa frigens (Kulczynski, 1916) — Росія
- Lycosa fulviventris (Kroneberg, 1875) — Узбекистан
- Lycosa fuscana Pocock, 1901 — Індія
- Lycosa futilis Banks, 1898 — Мексика
- Lycosa geotubalis Tikader & Malhotra, 1980 — Індія
- Lycosa gibsoni McKay, 1979 — Західна Австралія
- Lycosa gigantea (Roewer, 1960) — Південна Африка
- Lycosa gilberta Hogg, 1905 — Новий південний Уельс, Вікторія, Південна Австралія
- Lycosa gobiensis Schenkel, 1936 — Mongolia, China
- Lycosa godeffroyi L. Koch, 1865 — Австралія
- Lycosa goliathus Pocock, 1901 — Індія
- Lycosa grahami Fox, 1935 — Китай
- Lycosa granatensis Franganillo, 1925 — Іспанія
- Lycosa guayaquiliana Mello-Leitão, 1939 — Еквадор
- Lycosa hickmani (Roewer, 1955) — Нова Гвінея, Північна Австралія
- Lycosa hildegardae Casanueva, 1980 — Чилі
- Lycosa horrida (Keyserling, 1877) — Колумбія
- Lycosa howarthi Gertsch, 1973 — Гаваї
- Lycosa illicita Gertsch, 1934 — Мексика
- Lycosa immanis L. Koch, 1879 — Росія
- Lycosa impavida Walckenaer, 1837 — США
- Lycosa implacida Nicolet, 1849 — Чилі
- Lycosa indagatrix Walckenaer, 1837 — Індія, Шрі-Ланка
- Lycosa indomita Nicolet, 1849 — Чилі
- Lycosa infesta Walckenaer, 1837 — США
- Lycosa injusta Banks, 1898 — Мексика
- Lycosa innocua Doleschall, 1859 — острів Амбон
- Lycosa inornata Blackwall, 1862 — Бразилія
- Lycosa insulana (Bryant, 1923) — Барбадос
- Lycosa insularis Lucas, 1857 — Куба
- Lycosa intermedialis Roewer, 1955 — Лівія
- Lycosa interstitialis (Strand, 1906) — Алжир
- Lycosa inviolata Roewer, 1960 — Південна Африка
- Lycosa iranii Pocock, 1901 — Індія
- Lycosa ishikariana (Saito, 1934) — Росія, Японія
- Lycosa isolata Bryant, 1940 — Куба
- Lycosa jagadalpurensis Gajbe, 2004 — Індія
- Lycosa kempi Gravely, 1924 — Індія, Пакистан, Бутан, Китай
- Lycosa koyuga McKay, 1979 — Західна Австралія
- Lycosa labialis Mao & Song, 1985 — Китай, Корея
- Lycosa labialisoides Peng et al., 1997 — Китай
- Lycosa laeta L. Koch, 1877 — Східна Австралія
- Lycosa lambai Tikader & Malhotra, 1980 — Індія
- Lycosa langei Mello-Leitão, 1947 — Бразилія
- Lycosa lativulva F. O. P.-Cambridge, 1902 — Гватемала
- Lycosa lebakensis Doleschall, 1859 — Ява
- Lycosa leireana Franganillo, 1918 — Іспанія
- Lycosa leuckarti (Thorell, 1870) — Австралія
- Lycosa leucogastra Mello-Leitão, 1944 — Аргентина
- Lycosa leucophaeoides (Roewer, 1951) — Queensland
- Lycosa leucophthalma Mello-Leitão, 1940 — Аргентина
- Lycosa leucotaeniata (Mello-Leitão, 1947) — Бразилія
- Lycosa liliputana Nicolet, 1849 — Чилі
- Lycosa longivulva F. O. P.-Cambridge, 1902 — Гватемала
- Lycosa macedonica (Giltay, 1932) — Македонія
- Lycosa mackenziei Gravely, 1924 — Пакистан, Індія, Бангладеш
- Lycosa maculata Butt, Anwar & Tahir, 2006 — Пакистан
- Lycosa madagascariensis Vinson, 1863 — Мадагаскар
- Lycosa madani Pocock, 1901 — Індія
- Lycosa magallanica Karsch, 1880 — Чилі
- Lycosa magnifica Hu, 2001 — Китай
- Lycosa mahabaleshwarensis Tikader & Malhotra, 1980 — Індія
- Lycosa malacensis Franganillo, 1926 — Іспанія
- Lycosa masteri Pocock, 1901 — Індія
- Lycosa matusitai Nakatsudi, 1943 — від Японії до Мікронезії
- Lycosa maya Chamberlin, 1925 — Мексика
- Lycosa mexicana Banks, 1898 — Мексика
- Lycosa minae (Dönitz & Strand, 1906) — Японія
- Lycosa molyneuxi Hogg, 1905 — Новий Південний Уельс
- Lycosa mordax Walckenaer, 1837 — США
- Lycosa moulmeinensis Gravely, 1924 — М'янма
- Lycosa mukana Roewer, 1960 — Конго
- Lycosa muntea (Roewer, 1960) — Конго
- Lycosa musgravei McKay, 1974 — Новий Південний Уельс, Вікторія
- Lycosa narbonensis Walckenaer, 1806 — Середземномор'я
  - Lycosa narbonensis cisalpina Simon, 1937 — Франція
- Lycosa niceforoi Mello-Leitão, 1941 — Колумбія
- Lycosa nigricans Butt, Anwar & Tahir, 2006 — Пакистан
- Lycosa nigromarmorata Mello-Leitão, 1941 — Колумбія
- Lycosa nigropunctata Rainbow, 1915 — Південна Австралія
- Lycosa nigrotaeniata Mello-Leitão, 1941 — Колумбія
- Lycosa nigrotibialis Simon, 1884 — Індія, Бутан, М'янма
- Lycosa nilotica Audouin, 1826 — Єгипет
- Lycosa nordenskjoldi Tullgren, 1905 — Бразилія, Болівія
- Lycosa ovalata Franganillo, 1930 — Куба
- Lycosa pachana Pocock, 1898 — Центральна і Південна Африка
- Lycosa palliata Roewer, 1960 — Південна Африка
- Lycosa pampeana Holmberg, 1876 — Парагвай, Аргентина
- Lycosa paranensis Holmberg, 1876 — Бразилія, Аргентина
- Lycosa parvipudens Karsch, 1881 — Острови Гілберта
- Lycosa patagonica Simon, 1886 — Чилі
- Lycosa pavlovi Schenkel, 1953 — Китай
- Lycosa perinflata Pulleine, 1922 — Південна Австралія
- Lycosa perkinsi Simon, 1904 — Гаваї
- Lycosa perspicua Roewer, 1960 — Південна Африка
- Lycosa philadelphiana Walckenaer, 1837 — США
- Lycosa phipsoni Pocock, 1899 — від Індії до Китаю, Тайвань
  - Lycosa phipsoni leucophora (Thorell, 1887) — М'янма
- Lycosa pia (Bösenberg & Strand, 1906) — Японія
- Lycosa pictipes (Keyserling, 1891) — Бразилія, Аргентина
- Lycosa pictula Pocock, 1901 — Індія
- Lycosa pintoi Mello-Leitão, 1931 — Бразилія
- Lycosa piochardi Simon, 1876 — Сирія
  - Lycosa piochardi infraclara (Strand, 1915) — Ізраїль
- Lycosa poliostoma (C. L. Koch, 1847) — Бразилія, Парагвай, Уругвай, Аргентина
- Lycosa poonaensis Tikader & Malhotra, 1980 — Індія
- Lycosa porteri Simon, 1904 — Чилі
- Lycosa praegrandis C. L. Koch, 1836 — від Греції до Середньої Азії
  - Lycosa praegrandis discoloriventer Caporiacco, 1949 — Албанія
- Lycosa praestans Roewer, 1960 — Ботсвана
- Lycosa proletarioides Mello-Leitão, 1941 — Аргентина
- Lycosa prolifica Pocock, 1901 — Індія
- Lycosa properipes Simon, 1909 — Західна Австралія
- Lycosa pulchella (Thorell, 1881) — Нова Гвінея, Архіпелаг Бісмарка
- Lycosa punctiventralis (Roewer, 1951) — Mexico
- Lycosa quadrimaculata Lucas, 1858 — Габон
- Lycosa rimicola Purcell, 1903 — Південна Африка
- Lycosa ringens Tongiorgi, 1977 — St. Helena
- Lycosa rostrata Franganillo, 1930 — Cuba
- Lycosa rufimanoides (Strand, 1908) — Bolivia
- Lycosa rufisterna Schenkel, 1953 — Китай
- Lycosa russea Schenkel, 1953 — Китай
- Lycosa sabulosa (O. P.-Cambridge, 1885) — Китай
- Lycosa salifodina McKay, 1976 — Західна Австралія
- Lycosa salvadorensis Kraus, 1955 — El Salvador
- Lycosa separata (Roewer, 1960) — Mozambique
- Lycosa septembris (Strand, 1906) — Ethiopia
- Lycosa sericovittata Mello-Leitão, 1939 — Brazil
- Lycosa serranoa Tullgren, 1901 — Chile
- Lycosa shahapuraensis Gajbe, 2004 — Індія
- Lycosa shaktae Bhandari & Gajbe, 2001 — Індія
- Lycosa shansia (Hogg, 1912) — Китай, Монголія
- Lycosa shillongensis Tikader & Malhotra, 1980 — Індія
- Lycosa signata Lenz, 1886 — Мадагаскар
- Lycosa signiventris Banks, 1909 — Ель-Сальвадор, Коста-Рика
- Lycosa sigridae (Strand, 1917) — Мексика
- Lycosa similis Banks, 1892 — США
- Lycosa singoriensis (Laxmann, 1770) — Палеарктика
- Lycosa skeeti Pulleine, 1922 — Південна Австралія
- Lycosa snelli McKay, 1975 — Західна Австралія
- Lycosa sochoi Mello-Leitão, 1947 — Бразилія
- Lycosa spiniformis Franganillo, 1926 — Іспанія
- Lycosa storeniformis Simon, 1910 — Гвінея-Бісау
- Lycosa storri McKay, 1973 — Західна Австралія
- Lycosa subfusca F. O. P.-Cambridge, 1902 — Мексика, Коста-Рика
- Lycosa subhirsuta L. Koch, 1882 — Mallorca
- Lycosa suzukii Yaginuma, 1960 — Росія, Китай, Корея, Японія
- Lycosa sylvatica (Roewer, 1951) — Алжир
- Lycosa tarantula (Linnaeus, 1758) — Південно-східна Європа, Середземномор'я, Близький Схід
  - Lycosa tarantula carsica Caporiacco, 1949 — Італія
- Lycosa tarantuloides Perty, 1833 — Бразилія
- Lycosa tasmanicola Roewer, 1960 — Тасманія
- Lycosa teranganicola (Strand, 1911) — Ару
- Lycosa terrestris Butt, Anwar & Tahir, 2006 — Пакистан
- Lycosa tetrophthalma Mello-Leitão, 1939 — Парагвай
- Lycosa thoracica Patel & Reddy, 1993 — Індія
- Lycosa thorelli (Keyserling, 1877) — від Колумбії до Аргентини
- Lycosa tista Tikader, 1970 — Індія
- Lycosa transversa F. O. P.-Cambridge, 1902 — Гватемала
- Lycosa trichopus (Roewer, 1960) — Афганістан
- Lycosa tula (Strand, 1913) — Західна Австралія
- Lycosa u-album Mello-Leitão, 1938 — Аргентина
- Lycosa vachoni Guy, 1966 — Алжир
- Lycosa vellutina Mello-Leitão, 1941 — Колумбія
- Lycosa ventralis F. O. P.-Cambridge, 1902 — Мексика
- Lycosa virgulata Franganillo, 1920 — Португалія
- Lycosa vittata Yin, Bao & Zhang, 1995 — Китай
- Lycosa wadaiensis Roewer, 1960 — Чад
- Lycosa wangi Yin, Peng & Wang, 1996 — Китай
- Lycosa woonda McKay, 1979 — Західна Австралія
- Lycosa wroughtoni Pocock, 1899 — Індія
- Lycosa wulsini Fox, 1935 — Китай
- Lycosa yalkara McKay, 1979 — Західна Австралія
- Lycosa yerburyi Pocock, 1901 — Шрі-Ланка
- Lycosa yizhangensis Yin, Peng & Wang, 1996 — Китай
- Lycosa yunnanensis Yin, Peng & Wang, 1996 — Китай
- Razer Lycosa 2007 — Північна Америка